# Statuto speciale

Paesi con almeno un'area autonoma.

Uno statuto speciale, in diritto, è l'atto normativo fondamentale di un'entità statuale autonoma, che ne disciplina l'organizzazione e il funzionamento.

## Esempi

### Italia
Ricorrenti esempi di enti a statuto speciale sono le regioni autonome della Repubblica Italiana. L'Italia è uno Stato con 20 regioni, 5 con statuto speciale (Sicilia, Sardegna, Friuli Venezia Giulia, Trentino Alto Adige e Val d'Aosta) e 15 a statuto ordinario. Lo statuto speciale autonomistico è approvato con legge costituzionale.

### Nel Mondo
Un esempio nel mondo è la città ucraina di Sebastopoli tanto contesa insieme alla Crimea provocando addirittura una guerra, come pure la regione amministrativa speciale cinese di Hong Kong (dove prende il nome di legge fondamentale).
Lo statuto speciale può inoltre prendere, talvolta impropriamente, il nome di costituzione, come nel caso delle repubbliche federate della Russia.